# سون جانسون
اولوف سون جانسون (انگلیسی: Sune Jonsson; زاده ۲۰ دسامبر ۱۹۳۰ – درگذشته ۳۰ ژانویهٔ ۲۰۰۹) عکاس، و نویسنده اهل سوئد بود.
وی همچنین برندهٔ جوایزی همچون جایزه هاسلبلاد و مدرک افتخاری شده‌است.